# Kanton Toulouse-6
Der Kanton Toulouse-6 ist seit 1973 ein französischer Wahlkreis im Arrondissement Toulouse, im Département Haute-Garonne und in der Region Okzitanien.
Der Kanton besteht aus einem Teil der Stadt Toulouse.
Bis zur landesweiten Neuordnung der französischen Kantone im März 2015 besaß er den INSEE-Code 3141.